# 9nine
9nine（ナイン）は、レプロエンタテインメント所属のモデル、歌手、女優、声優、DJで構成された日本のパフォーマンスガールズユニット。2005年に結成、2019年より活動休止中。

## 概要
2005年9月、松沢梓、我妻三輪子、加藤瑠美、芦田万莉恵、吉田茉以、山岡みどり、佐武宇綺、西脇彩華、三浦萌の9人が事務所内オーディションで選ばれて結成された。2006年2月14日に「Sweet Snow」でインディーズデビュー。2007年1月にオリジナルメンバーだった松沢・我妻が脱退し、新メンバーとして下垣真香・川島海荷が加入。2007年3月21日に『1st 9』でビクターエンタテインメントからメジャーデビュー。同年12月には加藤が脱退し、2009年3月27日には芦田・吉田・山岡が卒業。これ以来、リーダーは設けられていない。
2010年7月27日、新しい形のパフォーマンスガールズユニットの結成のため、2泊3日の合宿審査を実行。その結果、佐武宇綺、西脇彩華、川島海荷、吉井香奈恵、村田寛奈が選ばれる。2010年8月にブログで下垣と三浦の脱退が発表される。2010年9月9日にレコード会社をSME Recordsへ移籍し、同年12月1日に「Cross Over」で再出発した。2016年7月23日の公演をもって川島が脱退し、以降4人での活動となる。また2018年には、香港・台湾で海外公演も行った。
2019年4月6日の中野サンプラザ公演を以てグループ活動は休止、残ったメンバー個々の活動のみに変わる（主として佐武のラジオにゲスト出演する際、3人共「ナインの――」と名乗っている）。5月20日には吉井のグループ脱退・芸能活動休止が発表された。
その後もコロナ渦におけるファンサービスとしてオンラインイベントを断続的に開催していたが、2025年現在、新旧メンバーの全名がレプロエンタテインメントとマネジメント契約を終了しており、ユニットの存在と商標（第5794974号）のみをレプロが保有している。

### グループ名の由来
10が完璧とすると“9”のみんな（結成当時の人数）が集まることで10に近づけるように頑張ろう、完璧じゃないが目標を持った者が集まり完璧なもの、ひとつのものを目指すという意味を込めて付けられた。

### グループの特徴
プライベートでの仲の良さを強調しており、クリスマスや誕生日などのイベントのほか、「家族よりも毎日一緒」「お互いの気持ちがテレパシーで分かる」と語っている。また、全員に共通する点も多い（友達がメンバーしかいない・食、遊び、音楽の趣味が合うなど）。
その他、9月9日を「9nine の日」として、記念イベントやワンマンライブを行う傾向がある。

## メンバー
| カラー   | 名前                   | 愛称     | 生年月日（年齢）       | 出身地 | 加入時期                   | 備考                                           |
| -------- | ---------------------- | -------- | ---------------------- | ------ | -------------------------- | ---------------------------------------------- |
| パープル | 佐武宇綺 さたけ うき   | うっきー | 1992年3月8日（33歳）   | 東京都 | 2005年9月 （結成メンバー） | ミスマガジン2009読者特別賞受賞                 |
| イエロー | 村田寛奈 むらた ひろな | ひろろ   | 1996年12月29日（28歳） | 兵庫県 | 2010年加入                 | ORC200第14回ヴォーカルクィーンコンテスト特別賞 |

### 旧メンバー
| 名前                       | 愛称         | 生年月日（年齢）       | 出身地   | 加入時期                   | 脱退時期      | 備考             |
| -------------------------- | ------------ | ---------------------- | -------- | -------------------------- | ------------- | ---------------- |
| 松沢梓 まつざわ あずさ     | あずず       | 1992年4月15日（33歳）  | 神奈川県 | 2005年9月 （結成メンバー） | 2007年1月     |                  |
| 我妻三輪子 わがつま みわこ | みわわ       | 1991年2月11日（34歳）  | 東京都   | 2005年9月 （結成メンバー） | 2007年1月     |                  |
| 加藤瑠美 かとう るび       | るびび       | 1990年7月24日（34歳）  | 東京都   | 2005年9月 （結成メンバー） | 2007年12月    |                  |
| 芦田万莉恵 あしだ まりえ   | まりり       | 1990年12月23日（34歳） | 奈良県   | 2005年9月 （結成メンバー） | 2009年3月27日 | リーダー         |
| 吉田茉以 よしだ まい       | まいちむ     | 1990年10月30日（34歳） | 神奈川県 | 2005年9月 （結成メンバー） | 2009年3月27日 |                  |
| 山岡みどり やまおか みどり | みどりちゃん | 1990年11月25日（34歳） | 東京都   | 2005年9月 （結成メンバー） | 2009年3月27日 |                  |
| 三浦萌 みうら もえ         | もんきち     | 1992年12月16日（32歳） | 福島県   | 2005年9月 （結成メンバー） | 2010年8月31日 |                  |
| 下垣真香 しもがき まどか   | まどまど     | 1991年12月15日（33歳） | 岡山県   | 2007年加入                 | 2010年8月31日 |                  |
| 川島海荷 かわしま うみか   | うみにー     | 1994年3月3日（31歳）   | 埼玉県   | 2007年加入                 | 2016年7月23日 | カラー：ブルー   |
| 吉井香奈恵 よしい かなえ   | かんちゃん   | 1993年4月8日（32歳）   | 大阪府   | 2010年加入                 | 2019年5月20日 | カラー：ピンク   |
| 西脇彩華 にしわき さやか   | ちゃあぽん   | 1992年9月30日（32歳）  | 広島県   | 2005年9月 （結成メンバー） | 2022年7月21日 | カラー：オレンジ |

## 略歴
2005年
- レプロエンタテインメント・Jクラスの中からオーディションで選ばれた松沢梓、我妻三輪子、加藤瑠美、芦田万莉恵、吉田茉以、山岡みどり、佐武宇綺、西脇彩華、三浦萌の9人で結成。

2006年
- 2月5日：KDDIデザイニングスタジオにて、デビューイベントを行う。
- 2月14日：1stシングル「Sweet Snow」をリリース後、都内各地で、ストリートライブや各種ライブイベントなどを中心とした活動を行う。
- 4月1日：shibuya duo MUSIC EXCHANGEにて、初のワンマンライブを行う。
- 7月26日：デジタルシングル「Shine」をリリース。
- 8月30日：デジタルシングル「夏服」をリリース。

2007年
- 1月：オリジナルメンバーだった松沢梓・我妻三輪子が脱退し、新メンバーとして下垣真香・川島海荷が加入。
- 2月14日：ビクターエンタテインメントからデジタルシングル「白い華」をリリース。
- 3月21日：ビクターエンタテインメントからメジャーデビューアルバム『first 9』をリリース。
- 7月：実力をつけるためとして、毎週土曜日にNHKホール横けやき並木で路上パフォーマンスを行う。
- 7月27日：天野月子の『アマフェス2007〜スペシャルデー〜』にゲスト出演。
- 12月：加藤瑠美が脱退。

2008年
- 1月：8人編成として再スタート。
- 4月30日：デジタルシングル「SKY (CM Version)」をリリース。
- 6月4日：タワーレコード限定発売2ndシングル「Show TIME」を発売。
- 6月25日：デジタルシングル「メリーゴーランド」をリリース。
- 7月9日：2ndアルバム『second 9』をリリース。
- 8月30日：池袋サンシャインシティにて、スペシャルライブと握手会を行う。
- 9月9日：「9nineの日」に、SHIBUYA BOXXにて、ワンマンライブ『It's SHOW TIME!!!』を行う。

2009年
- 3月10日：ワンマンライブ『It's SHOW TIME!!!』の模様を納めたデジタル写真集を発売。
- 3月25日：デジタルシングル「サクラプレリュード」をリリース。
- 3月27日：原宿アストロホールにて、ワンマンライブ『It's SHOW TIME!! Ver:SAKURA '09』を行う。
- このライブは2部構成で、その1部を最後に芦田万莉恵・吉田茉以・山岡みどりが卒業。1部は8名でのラストライブ、2部は5名でのファーストライブとなった。
- 4月4日：初のラジオレギュラー番組『9nineなんです』がスタート。
- 5月20日：デジタルシングル「アンバランス」、DVD『It's SHOW TIME!! Ver:SAKURA '09 Part.1』『It's SHOW TIME!! Ver:SAKURA '09 Part.2』をリリース。
- 5月24日：タワーレコード新宿店にて、DVD『It's SHOW TIME Ver:SAKURA』の発売を記念した握手会を行う。
- 7月29日：デジタルシングル「Happy×2 Eyes」をリリース。
- 8月1日：シアターサンモールにて、ライブ『GIRLS×BEAT×SUMMER2009』を行う。
- 9月26日：半年間続いた初のラジオレギュラー番組『9nineなんです』が終了。
- 10月21日：3rdシングル「Smile Again」をリリース。

2010年
- 1月5日：ラジオレギュラー番組『9nineのお呼びで9nine。』がスタート。
- 1月20日：4thシングル「ヒカリノカゲ」をリリース。
- 6月29日：ラジオレギュラー番組『9nineのお呼びで9nine。』が終了。
- 7月27日：新しい形のパフォーマンスガールズユニットの結成のため、最終候補者9人（池田莞奈、西脇彩華、小林結夢花、村田寛奈、柳岡美月、古畑星夏、吉井香奈恵、佐武宇綺、川島海荷）による2泊3日の合宿審査を実行。佐武・西脇・吉井・川島・村田の5人が選ばれる。
- 8月31日：ブログで下垣真香と三浦萌の脱退が発表される。
- 9月9日：SME Recordsへのレコード会社移籍及び、吉井香奈恵と村田寛奈の加入が正式発表される。
- 10月9日：リニューアル後初のラジオレギュラー番組『9nineのオールナイトニッポンR』がスタートする。
- 10月11日：テレビレギュラー番組『Go!Go!9nine』がTOKYO MXでスタート。
- 12月1日：5thシングル「Cross Over」をリリース。Cross Overは、MBS・TBS系アニメ『STAR DRIVER 輝きのタクト』のタイアップ曲。サウンドプロデュースはagehasprings、振付はGALAXXXXY★のJunko☆が担当、プロペラダンスと呼ばれる。発売に先立ち11月6日の同番組のイベント『綺羅星十字団・秋の総会』にゲスト出演し、新曲を初披露。
- 12月1日：ラゾーナ川崎にて吉井・村田加入後初のリリースイベントを行う。

2011年
- 3月9日：6thシングル「SHINING☆STAR」をリリース。同時に、GREEにて公式ブログ、Myspaceにて公式ページを開設。
- 3月28日：『Go!Go!9nine』が終了。
- 7月20日：7thシングル「夏 wanna say love U」をリリース。表題曲はGREEソーシャルゲーム『ボクは敏腕マネージャー』TV-CMソング。
- 8月17日：「『夏 wanna say love U』のリリースイベントで通算3,939人と握手する」という企画を達成したため、鎌倉市由比ヶ浜海岸にて『9nine Beach Party 2011』を行う。
- 9月10日：新宿BLAZEにてワンマンライブ『We are 9nine♥〜あれから1年経ちました! 9nineの日スペシャルライブ〜』を行う。
- 10月30日：原宿アストロホールにてファンミーティング『ほっとけない〜ん会 全5皿!!“1皿め〜”』を行う。
- 11月27日：大阪・阿倍野ROCKTOWNにてファンミーティング『ほっとけない〜ん会 全5皿!!“2皿め〜”』を行う。
- 12月21日：8thシングル「チクタク☆2NITE」をリリース。新垣結衣主演日本テレビ系金曜スーパープライムスペシャルドラマ『らんま1/2』主題歌。
- 12月24日：恵比寿LIVE GATEにてファンミーティング『ほっとけない〜ん会 全5皿!!“3皿め〜”』を行う。

2012年
- 1月11日：初のキー局冠レギュラー番組『こんなのアイドルじゃナイン!?』が日本テレビでスタート。
- 1月25日：9thシングル「少女トラベラー」をリリース。このシングルで初のオリコンウィークリーシングルランキングトップ10入りを果たした(9位)。
- 1月28日：品川ステラボールにてワンマンライブ『ワンマン9nine 〜略して“ワンナイ”スペシャル!!〜』を行う。
- 2月18日：代々木山野ホールにてファンミーティング『ほっとけない〜ん会 全5皿!!“4皿め〜”』を行う。
- 3月7日：リニューアル後初のアルバム『9nine』をリリース。このアルバムで結成以来初のアルバムチャートトップ10入りを果たした（8位）。また、同日に『9nine Official Youtube Channel』がオープン。
- 3月10日：『9nineのオールナイトニッポンR』が終了。
- 3月17日：渋谷WWWにてファンミーティング『ほっとけない〜ん会 全5皿!!“5皿め〜”』を行う。
- 3月28日：『こんなのアイドルじゃナイン!?』が終了する。
- 5月6日：日本青年館にてワンマンライブ『青年館の9nine』を行う。
- 6月20日：10thシングル「流星のくちづけ」をリリース。前作に続きオリコンウィークリーシングルランキングトップ10入りを果たした(10位)。
- 8月10日：代々木第一体育館での「a-nation IDOL NATION（夜の部）」に出演。
- 8月19日：日比谷野外音楽堂にてワンマンライブ『野音の9nine』を行う。
- 11月14日：11thシングル「イーアル!キョンシー feat.好好!キョンシーガール/Brave」をリリース。
- 11月18日 - 12月9日：初のライブツアー『出張!全国ライブハウス好好!ツアー 2012』を行う。
- 12月12日：12thシングル「White Wishes」をリリース。
- 12月14日：赤坂BLITZにてワンマンライブ『クリスマスの9nine 2012〜聖なる夜の大奏動♪〜』を行う。

2013年
- 2月6日：13thシングル「colorful」をリリース。
- 2月16・17日：渋谷SOUND MUSEUM VISIONにて、ワンマン企画ライブ『青の9nine』『赤の9nine』を開催。
- 3月10日：中野サンプラザにてワンマンライブ『サンプラザの9nine〜みんなで9nineでーす!〜』を開催。また、同日「9nineメール」のサービス開始を発表。
- 3月13日：4thアルバム『CUE』をリリース。
- 3月15日 - 3月30日：「HMVアイドル学園presents 日本縦断アイドル乱舞2013 supported by J:COM」に東京女子流、Cheeky Paradeと3組で全国7都市のツアーに参加。このツアー内では、東京女子流とのコラボユニット・東京9nine流によるパフォーマンスも披露された。
- 4月24日：リニューアル後初となるDVD・Blu-ray『クリスマスの9nine 2012〜聖なる夜の大奏動♪〜』を発売。
- 5月6日 - 6月30日：ライブツアー「"CUE"レコ発! 9nine全国 百聞<一見TOUR 2013」を全国7都市で開催。
- 5月17日：香港で開催された「Kawaii POP Fest -supported by @JAM-」に出演。
- 6月12日：14thシングル「Evolution No.9」をリリース。
- 7月20日：Zepp DiverCityにてご招待ワンマンライブ『Evolution No.9 Summer（エボサマ）』を開催。
- 8月10日：昨年に引き続き、代々木第一体育館での「a-nation IDOL NATION」に出演。
- 9月8日・9日：「9nineの日」の前日に『F9GBP（Fan 9 Global Broadcasting Party）』、『9nine's Day" COUNTDOWN PARTY』を開催。
- 10月24日：インターネットレギュラー番組『F9GBP（Fan 9 Global Broadcasting Program）』が2.5Dでスタート。
- 11月4日：舞浜アンフィシアターにてワンマンライブ『9nine 2013 LIVE be!be!be! -キミトムコウヘ-』を開催。
- 11月20日：15thシングル「Re:」をリリース。
- 12月20日：「9nineメール」サービス終了。

2014年
- 3月12日：16thシングル「With You/With Me」をリリース。
- 3月20日・21日：上野学園ホールで開催されたPerfumeの対バンライブツアー『Perfume FES!!2014』の広島公演に出演。
- 4月26日：中野サンプラザで2回目となるワンマンライブ『9nine Wonder Live in サンプラザ』を開催。
- 6月18日：5thアルバム『MAGI9 PLAYLAND』をリリース。
- 7月16日：リニューアル後2回目となるDVD・Blu-ray『9nine 2013 LIVE「be!be!be! -キミトムコウヘ-」』を発売。
- 8月8日：ワンマンライブ『9nine Wonder Live in サンプラザ』の模様を納めたリニューアル後初のデジタル写真集を発売。
- 8月21日：初日本武道館ワンマンライブ『9nine Dream Live in 武道館』を開催。
- 9月9日：「9nineの日」にZepp DiverCityで『9月9日9nineの日 9th Birthday Party!!!』を開催。
- 11月25日：ワンマンライブ『9nine Dream Live in 武道館』の模様を納めたデジタル写真集を発売。
- 12月3日：DVD・Blu-ray『9nine WONDER LIVE in SUNPLAZA』を発売。
- 12月5日 - 27日：ライブツアー『9nine MAGICAL TOUR 2014』を東京・名古屋・大阪で開催。
- 12月31日：神奈川県民ホールにて初のカウントダウンライブ『9nine MAGICAL TOUR 2014 COUNTDOWN』を開催。

2015年
- 1月7日：ラジオレギュラー番組『9nine plus』がスタート。
- 4月29日 - 7月18日：全国ライブツアー『9nine Live Circuit 2015』を全国12都市で開催。
- 6月17日：結成10周年記念第1弾シングルとなる17thシングル「HAPPY 7 DAYS」・DVD・Blu-ray『9nine DREAM LIVE in BUDOKAN』を同時リリース。
- 8月26日：10周年イヤー第2弾の18thシングル「MY ONLY ONE」をリリース。
- 10月18日 - 12月27日：全国ライブツアー『9nine LIVE CIRCUIT 2015 ADVANCE』を全国10都市で開催。

2016年
- 2月6日：品川ステラボールで2回目となるバレンタインコンセプトのワンマンライブ『9nine LIVE 2016 Cloud9 Valentine』を開催。
- 4月6日：Zepp DiverCityで春コンセプトのワンマンライブ『9nine LIVE 2016 Sakura Cloud9』を開催。このライブのアンコールで、川島海荷が7月にグループを脱退することを発表。
- 5月3日：19thシングル「愛 愛 愛」をリリース。
- 6月22日：1stベストアルバム「BEST9」をリリース。
- 7月1日 - 23日：5人での最後のライブツアー『9nine LIVE 2016「BEST 9 Tour」』を名古屋・大阪・東京で開催し、東京の千秋楽公演で川島がグループを脱退。
- 7月24日：佐武・西脇・吉井・村田での4人体制による活動がスタート。
- 9月9日：shibuya duo MUSIC EXCHANGEで初の4人体制ワンマンライブ『9nine LIVE 2016 9月9日は9nineの日 〜9nine to meet you!〜』を開催。
- 12月21日：DVD・Blu-ray『9nine LIVE 2016「BEST 9 Tour」in 中野サンプラザホール』をリリース。

2017年
- 1月1日：Zepp Tokyoにて初の元日ワンマンライブ『9nine New Year ワンマンライブ -咲- 初詣行きたいよね? おいでおいで〜9nineが神社になっちゃうからさぁ! え?巫女さん?…おみくじ?勿論ご用意致します♡ 9nine o'clockも歌うよ! 声出す準備OK? 今日は、いい夢見させてあげるっ!』を開催。
- 4月2日：『好好!キョンシーガール』以来約4年半ぶりとなるTVレギュラー番組『浅草ベビ9』がテレビ東京にて放送開始。
- 5月3日：4人体制初の作品となる通算20thシングル「Why don't you RELAX?」をリリース。
- 7月22日：全メンバーが声の出演・エンディングテーマを担当するテレビアニメ『THE REFLECTION -ザ・リフレクション-』がNHK総合テレビにて放送開始。
- 8月16日：メジャーレーベルでは20枚目になる21stシングル「SunSunSunrise/ゆるとぴあ」をリリース。
- 8月26日：中野サンプラザにてワンマンライブ『9nine Summer Live 2017 Excelsior!!』を開催。
- 9月9日：9nineの日記念企画として、PLUG IN STUDIOにて『9nine×2.5D F9GBP 〜9nineの日編〜』を開催。
- 12月6日：広島文化学園HBGホールで開催された広島FM開局35周年記念イベント『Perfume×9nineの9ジラジNIGHT powered by ℃℃℃（ﾄﾞﾄﾞﾄﾞｫｰ!!!）』に出演。7sevenとしてPerfumeと共演。
- 12月26日：Zepp Tokyoにてワンマンライブ『9nine ワンマンライブ 2017 -Quattro Formaggi-』を開催。

2018年
- 1月14日：『浅草ベビ9』の後継番組となる『浅草うず九』がテレビ東京にて放送開始。
- 5月26日：アメリカ・ノースカロライナ州で行われた『アニメいずめんと Animazement 2018』に出演。
- 7月22日：初の海外単独公演『9nine one man live 2018 〜Asia Traveler〜』を香港にて開催。
- 7月25日：インターネットレギュラー番組『GO!GO!9nineちゃん』がFRESH LIVEにてスタート。
- 7月27日：9年ぶりのデジタルシングル「国道サマーラブ」をリリース。
- 8月19日：単独公演『9nine one man live 2018 〜Asia Traveler〜』を台湾にて開催。
- 9月16日：Zepp Tokyoにてワンマンライブ『9nine one man live 2018 〜Thank you Fan9〜』を開催。
- 10月15日：デジタルシングル「願いの花」をリリース。
- 10月29日：ライブイベント『9nine 39F9 Party vol.1 〜Why don't you REVIVE?〜』を浅草九劇にて開催。
- 11月15日：ライブイベント『9nine 39F9 Party vol.2 〜We are still young♡ あれから7年経ちました?〜』を新宿BLAZEにて開催。
- 12月13日：ライブイベント『9nine 39F9 Party vol.3 〜Don't look back in younger〜』をshibuya duo MUSIC EXCHANGEにて開催。

2019年
- 1月13日：Zepp Tokyoにてワンマンライブ『9nine one man live 2019 beyond the Cloud9』を開催。
- 2月27日：4月以降活動休止期間に入る事を発表。
- 4月6日：中野サンプラザにてワンマンライブ『9nine one man live 2019 Forever 9nine』を開催し、活動休止。
- 5月20日：吉井の脱退を発表。
- 9月9日：Blu-ray『9nine one man live 2019 Forever 9nine』をリリース。

2020年
- 5月22日：活動休止後初のオンラインイベント『9nine online event 2020 〜ONLINEのON9NINE!〜』をSHOWROOMから配信。
- 9月9日：オンラインイベント『Thank you Fan9 〜Re:lation〜』を浅草九劇からVimeoを通して配信。この公演で、オンライン上で限定的に活動再開する事を発表。

2021年
- 4月25日：オンラインイベント『Thank you Fan9 〜Re:lation〜』第二弾をPaskipより配信。
- 9月11日：オンラインイベント『Thank you Fan9 Birthday』をVimeoより配信。

2022年
- 7月21日：西脇がレプロエンタテインメントから生島企画室（現・FIRST AGENT）への移籍を発表。併せて9nineからの脱退も発表されたが、将来的にグループへの復帰の意思も同時に表明している。
- 8月7日：佐武がレプロエンタテインメントとの契約満了と、9nineメンバーとしては継続していく旨を併せて発表した。

2024年
- 9月30日：村田がレプロエンタテインメントとの契約を終了。またこの間に、元メンバーの下垣と川島も退所を発表しており、これにより歴代メンバー全員がレプロを離れることとなった。

## 作品

### シングル
| 枚                         | リリース       | タイトル                                             | 形態 | 収録アルバム   | 最高位       |
| GATE RECORDS               | GATE RECORDS   | GATE RECORDS                                         | GATE RECORDS | GATE RECORDS   | GATE RECORDS |
| -------------------------- | -------------- | ---------------------------------------------------- | --- | -------------- | ------------ |
| 1                          | 2006年2月14日  | Sweet Snow                                           | CD+DVD CD | —              | —            |
| ビクターエンタテインメント |                |                                                      | |                |              |
| 2                          | 2008年6月4日   | Show TIME                                            | CD | second 9       | 162位        |
| 3                          | 2009年10月21日 | Smile Again                                          | 初回限定盤A <CD> 初回限定盤B <CD> | —              | 44位         |
| 4                          | 2010年1月20日  | ヒカリノカゲ                                         | 初回限定盤A <CD> 初回限定盤B <CD> | —              | 28位         |
| SME Records                |                |                                                      | |                |              |
| 5                          | 2010年12月1日  | Cross Over                                           | 初回生産限定盤 <CD+DVD> 期間限定生産盤 <CD> 通常盤 <CD>                                                                                      | 9nine          | 25位         |
| 6                          | 2011年3月9日   | SHINING☆STAR                                         | 初回生産限定盤 <CD+DVD> 期間限定生産盤 <CD> 通常盤 <CD>                                                                                      | 9nine          | 13位         |
| 7                          | 2011年7月20日  | 夏 wanna say love U                                  | 初回生産限定盤A <CD+DVD> 初回生産限定盤B <CD+DVD> 通常盤 <CD>                                                                                | 9nine          | 15位         |
| 8                          | 2011年12月21日 | チクタク☆2NITE                                       | 初回生産限定盤A <CD+DVD> 初回生産限定盤B <CD+DVD> 初回生産限定盤C <CD+DVD> 通常盤 <CD>                                                       | 9nine          | 12位         |
| 9                          | 2012年1月25日  | 少女トラベラー                                       | 初回生産限定盤A <CD+DVD> 初回生産限定盤B <CD+DVD> 初回生産限定盤C <CD+DVD> 通常盤 <CD>                                                       | 9nine          | 9位          |
| 10                         | 2012年6月20日  | 流星のくちづけ                                       | 初回生産限定盤A <CD+DVD> 初回生産限定盤B <CD+DVD> 初回生産限定盤C <CD+DVD> 通常盤 <CD>                                                       | CUE            | 10位         |
| 11                         | 2012年11月14日 | イーアル!キョンシー feat.好好!キョンシーガール/Brave | 初回生産限定盤A <CD+DVD> 初回生産限定盤B <CD+DVD> 通常盤1 <CD> 通常盤2 <CD>                                                                  | CUE            | 11位         |
| 12                         | 2012年12月12日 | White Wishes                                         | 初回生産限定盤A <CD+DVD> 初回生産限定盤B <CD+DVD> 初回生産限定盤C <CD+DVD> 期間限定初回仕様盤 <CD> 通常盤 <CD>                               | CUE            | 11位         |
| 13                         | 2013年2月6日   | colorful                                             | 初回生産限定盤A <CD+DVD> 初回生産限定盤B <CD+DVD> 期間限定初回仕様盤 <CD+DVD> 通常盤 <CD>                                                    | CUE            | 13位         |
| 14                         | 2013年6月12日  | Evolution No.9                                       | 初回生産限定盤A <CD+DVD> 初回生産限定盤B <CD+フォトブック> 通常盤 <CD>                                                                       | MAGI9 PLAYLAND | 11位         |
| 15                         | 2013年11月20日 | Re:                                                  | 初回生産限定盤A <CD+DVD> 初回生産限定盤B <CD+DVD> 初回生産限定盤C <CD+DVD> 初回生産限定盤D <CD+フォトブック> 通常盤 <CD>                     | MAGI9 PLAYLAND | 6位          |
| 16                         | 2014年3月12日  | With You/With Me                                     | 初回生産限定盤A <CD+DVD> 初回生産限定盤B <CD+DVD> 初回生産限定盤C <CD+DVD> 初回生産限定盤D <CD+フォトブック> 期間生産限定盤 <CD> 通常盤 <CD> | MAGI9 PLAYLAND | 4位          |
| 17                         | 2015年6月17日  | HAPPY 7 DAYS                                         | 初回生産限定盤A <CD+DVD> 初回生産限定盤B <CD+フォトブック> 通常盤 <CD> 完全生産限定盤 <ライブチケット+CD>                                    | -              | 8位          |
| 18                         | 2015年8月26日  | MY ONLY ONE                                          | 初回生産限定盤A <CD+DVD> 初回生産限定盤B <CD+フォトブック> 通常盤 <CD> アニメ盤 <CD>                                                         | -              | 10位         |
| 19                         | 2016年5月3日   | 愛 愛 愛                                             | 初回生産限定盤A <CD+DVD> 初回生産限定盤B <CD+DVD> 初回生産限定盤C <CD+DVD> 初回生産限定盤D <CD+DVD> 初回生産限定盤E <CD+DVD> 通常盤 <CD>     | -              | 4位          |
| 20                         | 2017年5月3日   | Why don't you RELAX?                                 | 初回生産限定盤 <CD+DVD> 通常盤 <CD> |                | 10位         |
| 21                         | 2017年8月16日  | SunSunSunrise/ゆるとぴあ                             | 初回生産限定盤 <CD＋DVD> 通常盤 <CD> 期間生産限定盤 <CD+DVD>                                                                                 | 13位           |              |

### アルバム
| 枚                         | リリース                   | タイトル                   | 形態                                                                               | 最高位                     |
| ビクターエンタテインメント | ビクターエンタテインメント | ビクターエンタテインメント | ビクターエンタテインメント                                                         | ビクターエンタテインメント |
| -------------------------- | -------------------------- | -------------------------- | ---------------------------------------------------------------------------------- | -------------------------- |
| 1                          | 2007年3月21日              | first 9                    | CD                                                                                 | —                          |
| 2                          | 2008年7月9日               | second 9                   | CD                                                                                 | 186位                      |
| SME Records                |                            |                            |                                                                                    |                            |
| 3                          | 2012年3月7日               | 9nine                      | 初回限定盤A <CD+DVD> 初回限定盤B <CD+フォトブック> 通常盤 <CD>                     | 8位                        |
| 4                          | 2013年3月13日              | CUE                        | 初回限定盤A <2CD+DVD> 初回限定盤B <CD+DVD+フォトブック> 通常盤 <CD>                | 15位                       |
| 5                          | 2014年6月18日              | MAGI9 PLAYLAND             | 初回限定盤A <CD+DVD> 初回限定盤B <CD+フォトブック> 通常盤 <CD>                     | 9位                        |
| ベスト                     | 2016年6月22日              | BEST9                      | 初回限定盤A <CD+BD> 初回限定盤B <CD+DVD> 初回限定盤C <CD+フォトブック> 通常盤 <CD> | 11位                       |

### 映像作品
| 枚                       | リリース       | タイトル                                              | 形態                                                                                     | 最高位                |
| COCOON                   | COCOON         | COCOON                                                | COCOON                                                                                   | COCOON                |
| ------------------------ | -------------- | ----------------------------------------------------- | ---------------------------------------------------------------------------------------- | --------------------- |
| 1                        | 2009年5月20日  | It's SHOW TIME!! Ver:SAKURA '09 Part.1                | DVD                                                                                      | -                     |
| 2                        | 2009年5月20日  | It's SHOW TIME!! Ver:SAKURA '09 Part.2                | DVD                                                                                      | -                     |
| SME Records              |                |                                                       |                                                                                          |                       |
| 3                        | 2013年4月24日  | クリスマスの9nine 2012〜聖なる夜の大奏動♪〜           | DVD Blu-ray Disc                                                                         | 94位                  |
| 4                        | 2014年7月16日  | 9nine 2013 LIVE「be!be!be! -キミトムコウヘ-」         | DVD Blu-ray Disc                                                                         | 9位（DVD） 2位（BD）  |
| 5                        | 2014年12月3日  | 9nine WONDER LIVE in SUNPLAZA                         | DVD Blu-ray Disc                                                                         | 7位（BD）             |
| 6                        | 2015年6月17日  | 9nine DREAM LIVE in BUDOKAN                           | DVD+フォトブック BD+フォトブック                                                         | 14位（DVD） 7位（BD） |
| 7                        | 2016年12月21日 | 9nine LIVE 2016「BEST 9 Tour」in 中野サンプラザホール | DVD+フォトブック BD+フォトブック                                                         |                       |
| レプロエンタテインメント |                |                                                       |                                                                                          |                       |
| 8                        | 2019年9月9日   | 9nine one man live 2019 Forever 9nine                 | 初回生産限定盤 <2BD+フォトブック> 通常盤 <BD+フォトブック> WIZY限定盤 <2BD+フォトブック> | -                     |

### デジタルシングル
| 枚 | リリース       | タイトル           | 作詞・作曲・編曲                                       | 収録作品     |
| -- | -------------- | ------------------ | ------------------------------------------------------ | ------------ |
| 1  | 2006年7月26日  | Shine              | 作詞：Qoonie 作曲：GMK 編曲：戸倉弘智                  | -            |
| 2  | 2006年8月30日  | 夏服               | 作詞・作曲：Qoonie 編曲：戸倉弘智                      | -            |
| 3  | 2007年2月14日  | 白い華             | 作曲：山下知恵 作詞：天野月子 編曲：戸倉弘智、藤田謙一 | first 9      |
| 4  | 2008年4月30日  | sky (CM Ver.)      | 作詞：As 作曲：安井宏之 編曲：戸倉弘智                 | second 9     |
| 5  | 2008年6月25日  | メリーゴーランド   | 作詞：山下知恵 作曲：マスカレード・ポロ 編曲：山田章典 | second 9     |
| 6  | 2009年3月25日  | サクラプレリュード | 作詞：As 作曲：安井宏之 編曲：山田章典                 | Smile Again  |
| 7  | 2009年5月20日  | アンバランス       | 作詞：As 作曲：KOUYA 編曲：山田章典                    | Smile Again  |
| 8  | 2009年7月29日  | Happy×2 Eyes       | 作詞・作曲：COZ 編曲：TAKA                             | ヒカリノカゲ |
| 9  | 2018年7月27日  | 国道サマーラブ     | 作詞：Ucca-Laugh 作曲：Ucca-Laugh、阿部登 編曲：阿部登 |              |
| 10 | 2018年10月15日 | 願いの花           | 作詞・作曲・編曲：山田竜平                             |              |

## タイアップ
| 楽曲                                           | タイアップ | 収録作品                                                             |
| ---------------------------------------------- | --- | -------------------------------------------------------------------- |
| sky                                            | ロート製薬『ロートリセ』TV-CMソング | 2ndアルバム『second 9』                                              |
| Show TIME                                      | 日本テレビ系『音燃え!』6月エンディングテーマ | 2ndシングル「Show TIME」                                             |
| メリーゴーランド                               | ネクソンジャパン『マビノギ』TV-CMソング | 2ndアルバム『second 9』                                              |
| Happy×2 Eyes                                   | メイベリン ニューヨーク 『メイベリン ボリューム エクスプレス ハイパーカール ウォータープルーフ』 『メイベリン ボリューム エクスプレス ハイパーカール スパイキーコーム ウォータープルーフ』 WEB-CMソング | デジタルシングル「Happy×2 Eyes」                                     |
| 突然のラブコール                               | メ〜テレドラマ『僕の秘密★兵器』主題歌 | 3rdシングル「Smile Again」                                           |
| Cross Over                                     | テレビアニメ『STAR DRIVER 輝きのタクト』前期エンディングテーマ | 5thシングル「Cross Over」                                            |
| SHINING☆STAR                                   | テレビアニメ『STAR DRIVER 輝きのタクト』後期オープニングテーマ MBS・TBS系『くらべるくらべらー』2011年2〜3月エンディング曲                                                                               | 6thシングル「SHINING☆STAR」                                          |
| 夏 wanna say love U                            | GREEソーシャルゲーム『ボクは敏腕マネージャー』TV-CMソング | 7thシングル「夏 wanna say love U」                                   |
| チクタク☆2NITE                                 | 日本テレビ系金曜スーパープライムスペシャルドラマ『らんま1/2』主題歌 | 8thシングル「チクタク☆2NITE」                                        |
| Angel drops                                    | THE KISS Inc.『THE KISS 十人十色のラブストーリー』CMソング | 8thシングル「チクタク☆2NITE」                                        |
| 少女トラベラー                                 | 読売テレビ・日本テレビ系アニメ『べるぜバブ』2012年1月クールエンディングテーマ 日本テレビ系『こんなのアイドルじゃナイン!?』オープニングテーマ                                                            | 9thシングル「少女トラベラー」                                        |
| 流星のくちづけ                                 | TBSドラマNEO『放課後はミステリーとともに』主題歌 | 10thシングル「流星のくちづけ」                                       |
| イーアル!キョンシー feat.好好!キョンシーガール | テレビ東京深夜ドラマ『好好!キョンシーガール〜東京電視台戦記〜』主題歌 テレビ東京系『ピラメキーノ』2012年10・11月度エンディングテーマ テレビ東京アド街ック天国2023年8月26日                              | 11thシングル「イーアル!キョンシー feat.好好!キョンシーガール/Brave」 |
| Brave                                          | テレビ東京深夜ドラマ『好好!キョンシーガール〜東京電視台戦記〜』挿入歌 | 11thシングル「イーアル!キョンシー feat.好好!キョンシーガール/Brave」 |
| White Wishes                                   | テレビ東京系アニメ『となりの怪物くん』エンディングテーマ | 12thシングル「White Wishes」                                         |
| colorful                                       | アニメ映画『スタードライバー THE MOVIE』主題歌 テレビ朝日『MUSIC STATION』MトピコーナーBGM | 13thシングル「colorful」                                             |
| Evolution No.9                                 | MBS・TBS系ドラマ『タンクトップファイター』オープニングテーマ | 14thシングル「Evolution No.9」                                       |
| Re:                                            | フジテレビ系ドラマ『リーガルハイ』オープニングテーマ | 15thシングル「Re:」                                                  |
| With You/With Me                               | TBS系アニメ『マギ The kingdom of magic』エンディングテーマ | 16thシングル「With You/With Me」                                     |
| Party9                                         | テレビ東京『浅草うず九』エンディングテーマ | 16thシングル「With You/With Me」                                     |
| MY ONLY ONE                                    | 読売テレビ・日本テレビ系アニメ『電波教師』7月期エンディングテーマ H.I.S. Co., Ltd.『H.I.S.スーパーサマーセール』TV-CMソング                                                                             | 18thシングル「MY ONLY ONE」                                          |
| 愛 愛 愛                                       | 関西テレビ・フジテレビ系『にじいろジーン』お天気コーナーBGM | 19thシングル「愛 愛 愛」                                             |
| Why don't you RELAX?                           | テレビ東京『浅草ベビ9』オープニングテーマ テレビ埼玉『熱波』2017年4月度エンディングテーマ 広島FM『大窪シゲキの9ジラジ』2017年5月度エンディングテーマ                                                    | 20thシングル「Why don't you RELAX?」                                 |
| SunSunSunrise                                  | NHK総合テレビアニメ『THE REFLECTION -ザ・リフレクション-』エンディングテーマ | 21stシングル「SunSunSunrise/ゆるとぴあ」                             |
| ゆるとぴあ                                     | テレビ東京『浅草ベビ9』オープニングテーマ | 21stシングル「SunSunSunrise/ゆるとぴあ」                             |
| 願いの花                                       | テレビ東京系アニメ『軒轅剣 蒼き曜』エンディングテーマ | デジタルシングル「願いの花」                                         |

## ライブ・イベント

### 単独ライブ
| 開催期日       | 公演タイトル | 場所                              | 備考                                                                                                |
| -------------- | --- | --------------------------------- | --------------------------------------------------------------------------------------------------- |
| 2006年4月1日   | ぴあデビューレビューVOL.120 | shibuya duo MUSIC EXCHANGE        | 9nine初のワンマンライブ。                                                                           |
| 2008年9月9日   | It's SHOW TIME!!! | SHIBUYA BOXX                      | |
| 2009年3月27日  | It's SHOW TIME!! Ver:SAKURA '09 | 原宿アストロホール                | 1部は8名でのラストライブ、2部は5名でのファーストライブ。                                            |
| 2011年9月10日  | We are 9nine♥あれから1年経ちました!9nineの日スペシャルライブ | 新宿BLAZE                         | リニューアル後初のワンマンライブ。                                                                  |
| 2012年1月28日  | ワンマン9nine〜略して"ワンナイ"スペシャル!!〜 | 品川ステラボール                  | ニコニコ生放送で一部生中継。                                                                        |
| 2012年5月6日   | 青年館の9nine | 日本青年館                        | 初のホールでのワンマンライブ。ニコニコ生放送で一部生中継。                                          |
| 2012年8月19日  | 野音の9nine | 日比谷野外音楽堂                  | 初の野外公演。ニコニコ生放送で一部生中継。 オープニングアクト：ベイビーレイズ。                     |
| 2012年11月18日 | 出張!全国ライブハウス好好!ツアー 2012 | 大阪・梅田シャングリラ            | 9nine結成以来初のライブツアー。                                                                     |
| 2012年11月22日 | 出張!全国ライブハウス好好!ツアー 2012 | 札幌・cube garden                 | 9nine結成以来初のライブツアー。                                                                     |
| 2012年12月2日  | 出張!全国ライブハウス好好!ツアー 2012 | 福岡・Drum Be-1                   | 9nine結成以来初のライブツアー。                                                                     |
| 2012年12月8日  | 出張!全国ライブハウス好好!ツアー 2012 | 新潟・THE PLANET                  | 9nine結成以来初のライブツアー。                                                                     |
| 2012年12月9日  | 出張!全国ライブハウス好好!ツアー 2012 | 名古屋・E.L.L                     | 9nine結成以来初のライブツアー。                                                                     |
| 2012年12月14日 | クリスマスの9nine 2012〜聖なる夜の大奏動♪〜 | 赤坂BLITZ                         | |
| 2013年2月16日  | 青の9nine | 渋谷SOUND MUSEUM VISION           | コンセプト別企画ライブ 『青』はCOOL、『赤』はPOP。                                                  |
| 2013年2月17日  | 赤の9nine | 渋谷SOUND MUSEUM VISION           | コンセプト別企画ライブ 『青』はCOOL、『赤』はPOP。                                                  |
| 2013年3月10日  | サンプラザの9nine〜みんなで9nineでーす!〜 -find out!- / -moving on!- | 中野サンプラザ                    | 2回公演。                                                                                           |
| 2013年5月6日   | "CUE"レコ発! 9nine全国 百聞<一見TOUR 2013 | 東京・Zepp Tokyo                  | 東京、大阪は2回公演。                                                                               |
| 2013年5月11日  | "CUE"レコ発! 9nine全国 百聞<一見TOUR 2013 | 大阪・なんばハッチ                | 東京、大阪は2回公演。                                                                               |
| 2013年5月12日  | "CUE"レコ発! 9nine全国 百聞<一見TOUR 2013 | 広島・広島クラブクアトロ          | 東京、大阪は2回公演。                                                                               |
| 2013年5月26日  | "CUE"レコ発! 9nine全国 百聞<一見TOUR 2013 | 福岡・イムズホール                | 東京、大阪は2回公演。                                                                               |
| 2013年6月9日   | "CUE"レコ発! 9nine全国 百聞<一見TOUR 2013 | 札幌・ペニーレーン24              | 東京、大阪は2回公演。                                                                               |
| 2013年6月23日  | "CUE"レコ発! 9nine全国 百聞<一見TOUR 2013 | 仙台・RENSA                       | 東京、大阪は2回公演。                                                                               |
| 2013年6月30日  | "CUE"レコ発! 9nine全国 百聞<一見TOUR 2013 | 名古屋・ボトムライン              | 東京、大阪は2回公演。                                                                               |
| 2013年11月4日  | 9nine 2013 LIVE be!be!be! -キミトムコウヘ- | 舞浜アンフィシアター              | 2回公演。                                                                                           |
| 2014年4月26日  | 9nine Wonder Live in サンプラザ | 中野サンプラザ                    | 2回公演。                                                                                           |
| 2014年8月21日  | 9nine Dream Live in 武道館 | 日本武道館                        | 初の武道館ワンマンライブ。                                                                          |
| 2014年12月5日  | 9nine MAGICAL TOUR 2014 | 東京・渋谷公会堂                  | 大阪は2回公演。                                                                                     |
| 2014年12月17日 | 9nine MAGICAL TOUR 2014 | 名古屋・Zepp Nagoya               | 大阪は2回公演。                                                                                     |
| 2014年12月27日 | 9nine MAGICAL TOUR 2014 | 大阪・サンケイホールブリーゼ      | 大阪は2回公演。                                                                                     |
| 2014年12月31日 | 9nine MAGICAL TOUR 2014 COUNTDOWN | 神奈川県民ホール                  | 2回公演の初カウントダウンライブ。ニコニコ生放送で生中継。 村田寛奈のインフルエンザで残り4人で公演。 |
| 2015年4月29日  | 9nine Live Circuit 2015 | 大阪・BIG CAT                     | |
| 2015年5月2日   | 9nine Live Circuit 2015 | 仙台・CLUB JUNK BOX               | |
| 2015年5月3日   | 9nine Live Circuit 2015 | 千葉・柏PALOOZA                   | |
| 2015年5月6日   | 9nine Live Circuit 2015 | 名古屋・名古屋CLUB QUATTRO        | |
| 2015年5月10日  | 9nine Live Circuit 2015 | 札幌・cube garden                 | |
| 2015年5月23日  | 9nine Live Circuit 2015 | 広島・ナミキジャンクション        | |
| 2015年5月24日  | 9nine Live Circuit 2015 | 京都・京都MUSE                    | |
| 2015年5月30日  | 9nine Live Circuit 2015 | 神奈川・F.A.D Yokohama            | |
| 2015年5月31日  | 9nine Live Circuit 2015 | 埼玉・HEAVEN'S ROCKさいたま新都心 | |
| 2015年6月7日   | 9nine Live Circuit 2015 | 新潟・NEXS Niigata                | |
| 2015年6月13日  | 9nine Live Circuit 2015 | 福岡・Drum Be-1                   | |
| 2015年7月18日  | 9nine Live Circuit 2015 | 東京・日比谷野外音楽堂            | ニコニコ生放送で生中継。                                                                            |
| 2015年10月18日 | 9nine LIVE CIRCUIT 2015 ADVANCE | 静岡・浜松窓枠                    | 初の年2度のツアー。                                                                                 |
| 2015年10月24日 | 9nine LIVE CIRCUIT 2015 ADVANCE | 岡山・CRAZY MAMA KINGDOM          | 初の年2度のツアー。                                                                                 |
| 2015年10月25日 | 9nine LIVE CIRCUIT 2015 ADVANCE | 京都・FAN J                       | 初の年2度のツアー。                                                                                 |
| 2015年10月31日 | 9nine LIVE CIRCUIT 2015 ADVANCE | 名古屋・ボトムライン              | 初の年2度のツアー。                                                                                 |
| 2015年11月8日  | 9nine LIVE CIRCUIT 2015 ADVANCE | 茨城・水戸ライトハウス            | 初の年2度のツアー。                                                                                 |
| 2015年11月15日 | 9nine LIVE CIRCUIT 2015 ADVANCE | 神奈川・横浜ベイホール            | 初の年2度のツアー。                                                                                 |
| 2015年11月28日 | 9nine LIVE CIRCUIT 2015 ADVANCE | 新潟・NEXS Niigata                | 初の年2度のツアー。                                                                                 |
| 2015年12月12日 | 9nine LIVE CIRCUIT 2015 ADVANCE | 福岡・イムズホール                | 初の年2度のツアー。                                                                                 |
| 2015年12月20日 | 9nine LIVE CIRCUIT 2015 ADVANCE 〜Cloud 9 X'mas〜 | 中野サンプラザ                    | 初の年2度のツアー。                                                                                 |
| 2015年12月27日 | 9nine LIVE CIRCUIT 2015 ADVANCE 〜Cloud 9 Year-end〜 | サンケイホールブリーゼ            | 初の年2度のツアー。                                                                                 |
| 2016年2月6日   | 9nine LIVE 2016 Cloud9 Valentine | 品川ステラボール                  | 2回公演。                                                                                           |
| 2016年4月6日   | 9nine LIVE 2016 Sakura Cloud9 | Zepp DiverCity                    | |
| 2016年7月1日   | 9nine LIVE 2016「BEST 9 Tour」 | 名古屋・Zepp Nagoya               | 川島が在籍する5人体制でのラストツアー。                                                             |
| 2016年7月19日  | 9nine LIVE 2016「BEST 9 Tour」 | 大阪・Zepp Namba                  | 川島が在籍する5人体制でのラストツアー。                                                             |
| 2016年7月23日  | 9nine LIVE 2016「BEST 9 Tour」 | 東京・中野サンプラザ              | 川島が在籍する5人体制でのラストツアー。                                                             |
| 2016年9月9日   | 9nine LIVE 2016 9月9日は9nineの日 〜9nine to meet you!〜 | shibuya duo MUSIC EXCHANGE        | 4人体制での初のワンマンライブ。                                                                     |
| 2017年1月1日   | 9nine New Year ワンマンライブ -咲- 初詣行きたいよね? おいでおいで〜9nineが神社になっちゃうからさぁ! え?巫女さん?…おみくじ?勿論ご用意致します♡ 9nine o'clockも歌うよ! 声出す準備OK? 今日は、いい夢見させてあげるっ! | Zepp Tokyo                        | 初の元日ワンマンライブ。 9nine史上最長のライブタイトル（計121文字）。                               |
| 2017年8月26日  | 9nine Summer Live 2017 Excelsior!! -祭- / -Carnival- | 中野サンプラザ                    | 2回公演。 『-Carnival-』のみ小峠英二（バイきんぐ）、濱口優（よゐこ）がゲスト出演。                  |
| 2017年12月26日 | 9nine ワンマンライブ 2017 -Quattro Formaggi- | Zepp Tokyo                        | |
| 2018年7月22日  | 9nine one man live 2018 〜Asia Traveler in HongKong〜 | 香港・MOM LiveHouse               | 初の海外ワンマンライブ。 ゲスト：アリエルプロジェクト                                               |
| 2018年8月19日  | 9nine one man live 2018 〜Asia Traveler in Taiwan〜 | 台湾・Coner House                 | |
| 2018年9月16日  | 9nine one man live 2018 〜Thank you Fan9〜 | Zepp Tokyo                        | 2回公演。                                                                                           |
| 2019年1月13日  | 9nine one man live 2019 beyond the Cloud9 | Zepp Tokyo                        | 2回公演。                                                                                           |
| 2019年4月6日   | 9nine one man live 2019 Forever 9nine | 中野サンプラザ                    | 2回公演。                                                                                           |

### 単独イベント
※リリースイベント・特典会は除く。
| 公演日         | 公演名 | 会場                                               | 備考                                                                                                   |
| -------------- | --- | -------------------------------------------------- | --- |
| 2006年2月5日   | デビューイベント | KDDIデザイニングスタジオ                           | |
| 2011年8月17日  | 9nine Beach Party 2011                                                                                                  | 鎌倉市由比ヶ浜海岸                                 | シングル「夏 wanna say love U」リリースイベント全6会場7公演で、計3,939人との握手を達成した記念に開催。 |
| 2011年10月30日 | ほっとけない〜ん会 全5皿!!“1皿め〜”                                                                                     | 原宿アストロホール                                 | 2部構成のファンミーティング。昼の部に小野恵令奈がサプライズで登場。                                    |
| 2011年11月27日 | ほっとけない〜ん会 全5皿!!“2皿め〜”                                                                                     | 阿倍野ROCKTOWN                                     | ファンミーティング                                                                                     |
| 2011年12月18日 | 9nineトークショー&握手会                                                                                                | ガーラタウン                                       | |
| 2011年12月24日 | ほっとけない〜ん会 全5皿!!“3皿め〜”                                                                                     | 恵比寿LIVE GATE                                    | ファンミーティング                                                                                     |
| 2012年2月18日  | ほっとけない〜ん会 全5皿!!"4皿め〜"                                                                                     | 山野ホール                                         | ファンミーティング                                                                                     |
| 2012年3月17日  | ほっとけない〜ん会 全5皿!!"5皿め〜"                                                                                     | 渋谷WWW                                            | ファンミーティング                                                                                     |
| 2012年6月28日  | 一夜限りの流星のくちづけシークレットイベント                                                                            | -                                                  | シングル「流星のくちづけ」の購入者から抽選で招待。                                                     |
| 2012年9月9日   | 9月9日は9nineの日! | ニコニコ本社                                       | ニコニコ生放送で生中継。                                                                               |
| 2013年3月13日  | 「CUE」発売記念スペシャルイベント                                                                                       | -                                                  | Sony Music Shopでの予約購入者から抽選で招待。 女子の部・男子の部の2部構成。                            |
| 2013年7月20日  | Evolution No.9 Summer                                                                                                   | Zepp DiverCity                                     | シングル「Evolution No.9」の購入者から抽選で招待。 2回公演。                                           |
| 2013年9月8日   | F9GBP（Fan 9 Global Broadcasting Party）                                                                                | Future SEVEN                                       | Ustreamで全世界に同時生中継。                                                                          |
| 2013年9月8日   | "9nine's Day" COUNTDOWN PARTY                                                                                           | Future SEVEN                                       | Ustreamで全世界に同時生中継。 当時20歳以上の佐武・西脇・吉井のみ出演。                                 |
| 2014年9月9日   | 9月9日9nineの日 9th Birthday Party!!!                                                                                   | Zepp DiverCity                                     | 9周年の9nineの日に迎えてファン投票でセレクトされたリクエスト曲を披露したライブ。                       |
| 2015年3月29日  | 9nine plusスペシャルTALK&LIVE 〜WELCOME TO OUR STUDIO!                                                                  | ボトムライン                                       | レギュラーラジオ番組「9nine plus」の公開収録イベント。 トーク+ミニライブの2部構成。                    |
| 2015年7月25日  | 9nine plus TALK&LIVE 〜夏休みスペシャル                                                                                 | TFTホール                                          | レギュラーラジオ番組「9nine plus」の公開収録イベント。 トーク+ミニライブの2部構成。                    |
| 2015年8月15日  | 9nine BEACH PARTY 2015                                                                                                  | 鎌倉市由比ヶ浜海岸                                 | |
| 2017年3月25日  | UKI 25th Anniversary Party 〜誕生日ぐらい悲しく1人にさせないで!佐武さんは1人じゃないんだってことを噛み締めたいんです!〜 | ELE TOKYO                                          | 佐武宇綺生誕記念イベント                                                                               |
| 2017年4月30日  | かんちゃんのハッピーバスツアー 〜24歳もアクティ部!でポジティブにみーんなと楽しいことしたいねん〜                        | 柿田川湧水 →伊豆フルーツパーク →三島スカイウォーク | 吉井香奈恵生誕記念バスツアー                                                                           |
| 2017年9月9日   | 9nine×2.5D F9GBP 〜9nineの日編〜                                                                                        | PLUG IN STUDIO                                     | YouTube Liveで中継配信。 会場観覧は『9nine Summer Live 2017 Excelsior!!』来場者のみ参加可能。          |
| 2017年9月30日  | 西脇彩華 25th Anniversary 〜ちゃあパンフェス 2017〜                                                                     | 永田町GRID                                         | 西脇彩華生誕記念イベント                                                                               |
| 2018年1月14日  | 第一回劇団なまけもの公演 〜手抜きはしてないけど、最大限頑張ってみた〜                                                   | 浅草九劇                                           | 村田寛奈生誕記念演劇                                                                                   |
| 2018年4月1日   | 〜9nineの曲は私の命 だが誕生日は、色んな衣装で色んな曲を歌ってみたい! 佐武さんプロデュース9nineコレクション!〜          | LUMINE 0                                           | 佐武宇綺生誕記念イベント                                                                               |
| 2018年5月20日  | みんなで今年も一緒に☆彡「かんちゃんのハッピークルージング」                                                             | お台場近郊 ロサアルバ号にて                        | 吉井香奈恵生誕記念クルージングツアー                                                                   |
| 2018年8月8日   | 9nineミニライブ&番組公開生放送 in 米子                                                                                  | 米子AZtic laughs                                   | 無料ミニライブおよび「GO!GO!9nineちゃん」公開生配信                                                    |
| 2018年10月8日  | ちゃあぽん Birthday party2018 〜ひと狩りいこうぜ!〜                                                                     | 藤沢市内フルーツ農園 およびParty space CHACARA     | 西脇彩華生誕記念イベント                                                                               |
| 2018年10月29日 | 9nine 39F9 Party vol.1 〜Why don't you REVIVE?〜                                                                        | 浅草九劇                                           | 3ヵ月連続イベント第一弾 ゲスト：三浦隆一（空想委員会）                                                 |
| 2018年11月15日 | 9nine 39F9 Party vol.2 〜We are still young♡ あれから7年経ちました?〜                                                   | 新宿BLAZE                                          | 3ヵ月連続イベント第二弾 ゲスト：DÉ DÉ MOUSE                                                            |
| 2018年12月13日 | 9nine 39F9 Party vol.3 〜Don't look back in younger〜                                                                   | shibuya duo MUSIC EXCHANGE                         | 3ヵ月連続イベント第三弾                                                                                |
| 2019年2月11日  | 第一回なまけもの楽団大演奏会 〜手抜きはしてないけど、最大限頑張ってみた〜                                               | KFC Hall                                           | 村田寛奈生誕記念イベント                                                                               |
| 2019年3月10日  | 9nineの曲は私の命 だが誕生日は、色んな衣装で色んな曲を歌ってみたい! 佐武さんプロデュース9nineコレクション!Vol.2         | Studio Freedom                                     | 佐武宇綺生誕記念イベント                                                                               |
| 2019年3月21日  | 9nineメジャーデビュー日記念&「9nine one man live 2019 Forever 9nine」成功祈願イベント -私と9nine-                       | 浅草九劇                                           | 9nine関係者によるワンマンライブプレイベント                                                            |
| 2020年5月22日  | 9nine online event 2020 〜ONLINEのON9NINE!〜                                                                            | SHOWROOM                                           | 各メンバーが自宅よりSHOWROOMを介して配信。                                                             |
| 2020年9月9日   | Thank you Fan9 〜Re:lation〜                                                                                            | Vimeo                                              | 浅草九劇より配信。                                                                                     |
| 2021年4月25日  | Thank you Fan9 〜Re:lation〜                                                                                            | Paskip                                             | |

### イベント・フェス
| 公演日             | 公演名                                                                                                 | 会場                                          | 備考                                                                                              |
| ------------------ | --- | --------------------------------------------- | ------------------------------------------------------------------------------------------------- |
| 2008年7月30日      | Girls Woodstock Vol.2                                                                                  | 渋谷サイクロン                                |                                                                                                   |
| 2008年8月9日       | Girls Woodstock Vol.3                                                                                  | shibuya eggman                                |                                                                                                   |
| 2008年10月18日     | Girls Woodstock Vol.5                                                                                  | 新宿MARZ                                      |                                                                                                   |
| 2009年8月1日       | GIRLS×BEAT×SUMMER 2009                                                                                 | シアターサンモール                            |                                                                                                   |
| 2009年8月9日       | GIRLS ENTERTAINMENT'09                                                                                 | 赤坂BLITZ                                     |                                                                                                   |
| 2009年12月5日      | B.L.L〜Beautiful Lady Live〜Vol.2                                                                      | 新宿文化センター小ホール                      |                                                                                                   |
| 2010年11月6日      | 「STAR DRIVER 輝きのタクト」綺羅星十字団・秋の総会                                                     | 品川ステラボール                              | シークレットゲスト。「Cross Over」を初披露。                                                      |
| 2010年11月23日     | AGE STOCK2010 in YOKOHAMA ARENA                                                                        |                                               | 開演前の出演。                                                                                    |
| 2010年12月4日      | ヴィーナスフォート Snow wish 除雪式                                                                    | お台場ヴィーナスフォート                      | 「Cross Over」を披露。                                                                            |
| 2010年12月19日     | リスアニ! LIVE2010                                                                                     | 東京国際フォーラムA                           | シークレットゲスト。                                                                              |
| 2010年12月23日     | Lesprosファンイベント'Fun Fan Fun'〜クリスマスパーティ2010 これから恒例の会にしませんか!?              | 山野ホール                                    | 「Cross Over」と「sky」を披露。                                                                   |
| 2011年7月28日      | めざましライブ2011                                                                                     | お台場合衆国特設ステージ                      | 「SHINING☆STAR」、「Cute」、「夏 wanna say love U」、「Wonderful World」、「Cross Over」を披露。  |
| 2011年8月25日      | ピチレモン学園祭 in 原宿                                                                               | 原宿クエストホール                            |                                                                                                   |
| 2011年8月27日      | TOKYO IDOL FESTIVAL 2011 〜Eco&Smile〜                                                                 | ウエストプロムナード                          | 「sky」、「SHINING☆STAR」、「too blue」、「119」、「夏 wanna say love U」、「Cross Over」を披露。 |
| 2011年11月3日      | ポッキー&プリッツの日チャリティーライブ                                                                | 東京Shibuya DUO                               |                                                                                                   |
| 2011年11月12日     | さいたま新都心けやきひろば イルミネーション 2011-12 点灯セレモニー                                     | さいたま新都心けやきひろば                    |                                                                                                   |
| 2011年11月19日     | 不正商品撲滅キャンペーン 許さない! 偽ブランド・海賊版・違法ダウンロード 「ほんと?ホント!フェアin大阪」 | あべのキューズモール                          |                                                                                                   |
| 2012年6月10日      | ＠JAM the Field アイドルコレクション                                                                   | 渋谷 duo MUSIC EXCHANGE                       |                                                                                                   |
| 2012年7月1日       | アイドル横丁夏祭り!!〜2012〜                                                                           | 新木場スタジオコースト                        |                                                                                                   |
| 2012年7月21日      | タマフル＆申し訳・サマーフェス2012                                                                     | 代官山UNIT                                    | 早朝アイドルに出演。                                                                              |
| 2012年8月4日       | TOKYO IDOL FESTIVAL 2012                                                                               | お台場青海特設会場                            | 2年連続。イベントの模様は、フジテレビNEXTにて完全生中継された。                                   |
| 2012年8月5日       | TOKYO IDOL FESTIVAL 2012                                                                               | お台場青海特設会場                            | 2年連続。イベントの模様は、フジテレビNEXTにて完全生中継された。                                   |
| 2012年8月11日      | a-nation                                                                                               | 国立代々木競技場第一体育館                    | IDOL NATION夜公演に出演。                                                                         |
| 2012年8月12日      | ウルトラパンチLIVE!!Vol.1                                                                              | 梅田芸術劇場シアター・ドラマシティ            |                                                                                                   |
| 2012年8月26日      | めざましライブ2012                                                                                     | お台場合衆国特設ステージ                      | 2年連続出演。                                                                                     |
| 2012年9月8日       | ウルトラパンチLIVE!!Vol.2                                                                              | 渋谷クラブクアトロ                            |                                                                                                   |
| 2012年10月26日     | LiVE GiRLPOP Vol.1〜Colorful〜                                                                         | Zepp Tokyo                                    | Dancing Dolls、スマイレージ、東京女子流、乃木坂46と共演。                                         |
| 2012年10月27日     | アイドル☆グラフティーVol.1                                                                             | 新潟 The PLANET                               |                                                                                                   |
| 2012年10月28日     | NACK5開局24周年記念「ストナイ！MUSIC DAY」                                                             | 大宮アルシェビル                              |                                                                                                   |
| 2012年11月11日     | (有)申し訳AFTERNOON＠西麻布eleven                                                                      | 西麻布 eleven                                 |                                                                                                   |
| 2012年11月16日     | アイドル☆グラフィティー＠金沢vol.1〜申し訳ないと                                                       | 金沢 DOUBLE                                   |                                                                                                   |
| 2012年11月28日     | LIVE LIVEFUL! SHIBUYA 5DAYS!〜シブヤDD宣言!                                                            | SHIBUYA-AX                                    | ひめキュンフルーツ缶、ベイビーレイズ、でんぱ組.inc、スマイレージと共演。                          |
| 2013年1月26日      | 家電フェア2013＆大処分蚤の市 in京セラドーム                                                            | 京セラドーム                                  | 「colorful」を初披露。                                                                            |
| 2013年1月27日      | Thank you モンチッチ 39th Birthday Party                                                               | 池袋サンシャインシティ                        | 「流星のくちづけ」、「White Wishes」、「colorful」を披露。                                        |
| 2013年2月8日       | 『スタードライバー THE MOVIE』先行上映会                                                               | 新宿ピカデリー                                |                                                                                                   |
| 2013年3月15日      | HMVアイドル学園presents 日本縦断アイドル乱舞2013 supported by J:COM                                    | 札幌ペニーレーン24                            | 東京女子流、Cheeky Paradeと共に全国7都市を周るライブツアーイベント。                              |
| 2013年3月20日      | HMVアイドル学園presents 日本縦断アイドル乱舞2013 supported by J:COM                                    | 梅田AKASO                                     | 東京女子流、Cheeky Paradeと共に全国7都市を周るライブツアーイベント。                              |
| 2013年3月22日      | HMVアイドル学園presents 日本縦断アイドル乱舞2013 supported by J:COM                                    | 広島クラブクアトロ                            | 東京女子流、Cheeky Paradeと共に全国7都市を周るライブツアーイベント。                              |
| 2013年3月23日      | HMVアイドル学園presents 日本縦断アイドル乱舞2013 supported by J:COM                                    | 福岡DRUM Be-1                                 | 東京女子流、Cheeky Paradeと共に全国7都市を周るライブツアーイベント。                              |
| 2013年3月25日      | HMVアイドル学園presents 日本縦断アイドル乱舞2013 supported by J:COM                                    | 名古屋クラブクアトロ                          | 東京女子流、Cheeky Paradeと共に全国7都市を周るライブツアーイベント。                              |
| 2013年3月27日      | HMVアイドル学園presents 日本縦断アイドル乱舞2013 supported by J:COM                                    | 仙台darwin                                    | 東京女子流、Cheeky Paradeと共に全国7都市を周るライブツアーイベント。                              |
| 2013年3月30日      | HMVアイドル学園presents 日本縦断アイドル乱舞2013 supported by J:COM                                    | SHIBUYA AX                                    | 東京女子流、Cheeky Paradeと共に全国7都市を周るライブツアーイベント。                              |
| 2013年4月21日      | ゴールデンマーケットVOL.32                                                                             | 札幌コミュニティドーム                        |                                                                                                   |
| 2013年4月22日      | FPP IDOL LIVE〜MOUSHIWAKE EVENING PARTY〜                                                              | 札幌sound Lab MOLE                            |                                                                                                   |
| 2013年5月17日      | Kawaii POP Fest -supported by @JAM-                                                                    | 香港・Music Zone                              | 海外初進出。                                                                                      |
| 2013年7月28日      | TOKYO IDOL FESTIVAL 2013                                                                               | お台場青海特設会場                            | 3年連続出演。                                                                                     |
| 2013年8月4日       | ROCK IN JAPAN FESTIVAL 2013                                                                            | 国営ひたち海浜公園                            | DJ BOOTHに出演。                                                                                  |
| 2013年8月10日      | a-nation                                                                                               | 国立代々木競技場第一体育館                    | 2年連続IDOL-NATIONに出演。                                                                        |
| 2013年8月11日      | SUMMER SONIC 2013                                                                                      | QVCマリンフィールド＆幕張メッセ               |                                                                                                   |
| 2013年8月23日      | めざましライブ2013                                                                                     | お台場合衆国特設ステージ                      | 3年連続出演。                                                                                     |
| 2013年8月25日      | ジモドル フェスタ2013 SUMMER                                                                           | SHIBUYA-AX                                    | スペシャルゲスト。                                                                                |
| 2013年8月28日      | UMI-POP'13                                                                                             | 船の科学館 野外特設ステージ                   |                                                                                                   |
| 2013年9月7日       | 家電フェア2013＆大処分蚤の市in札幌ドーム                                                               | 札幌ドーム                                    |                                                                                                   |
| 2013年9月21日      | イナズマロックフェス2013                                                                               | 烏丸半島芝生広場                              |                                                                                                   |
| 2013年9月28日      | GirlsAward 2013 AUTUMN/WINTER                                                                          | 国立代々木競技場第一体育館                    |                                                                                                   |
| 2013年10月13日     | HOT WAVE 推し事祭2013                                                                                  | 赤坂BLITZ                                     | アップアップガールズ（仮）、でんぱ組.incと共演。                                                  |
| 2013年12月22日     | URASUJI.                                                                                               | 新宿ロフト                                    |                                                                                                   |
| 2014年3月8日       | 家電フェア2014＆大処分蚤の市in福岡 ヤフオク!ドーム                                                     | 福岡 ヤフオク!ドーム                          |                                                                                                   |
| 2014年3月20日      | Perfume FES!! 2014                                                                                     | 上野学園ホール                                | 広島公演に出演。西脇姉妹の初の共演。                                                              |
| 2014年3月21日      | Perfume FES!! 2014                                                                                     | 上野学園ホール                                | 広島公演に出演。西脇姉妹の初の共演。                                                              |
| 2014年3月22日      | AnimeJapan 2014                                                                                        | 東京ビッグサイト                              | REDステージのProgram6『Music Unlimited アニソンライブ』に出演。                                   |
| 2014年5月4日       | 家電フェア2014＆大処分蚤の市inパシフィコ横浜                                                           | パシフィコ横浜                                |                                                                                                   |
| 2014年5月10日      | KAWAii!! NiPPON EXPO 2014                                                                              | 幕張メッセ                                    |                                                                                                   |
| 2014年6月8日       | マギフェス The festival of magic                                                                       | パシフィコ横浜                                |                                                                                                   |
| 2014年6月15日      | 「MAGIC BEACH」プレオープンイベント                                                                    | MAGIC BEACH                                   |                                                                                                   |
| 2014年8月3日       | ROCK IN JAPAN FESTIVAL 2014                                                                            | 国営ひたち海浜公園                            | 2年連続出演。WING TENTに登場。                                                                    |
| 2014年8月10日      | 夏のPON!祭り                                                                                           | 日本テレビ・汐博会場B2Fぱっツンステージ       |                                                                                                   |
| 2014年8月18日      | a-nation & GirlsAward island collection by NYLON JAPAN                                                 | 国立代々木競技場第一体育館                    |                                                                                                   |
| 2014年8月29日      | Animelo Summer Live 2014 -ONENESS-                                                                     | さいたまスーパーアリーナ                      |                                                                                                   |
| 2014年9月28日      | AOMORI SHOCK ON 2014                                                                                   | 青森港新中央埠頭 野外特設ステージ             |                                                                                                   |
| 2014年12月21日     | Like it!!PLUS                                                                                          | ベルサール渋谷ファースト B1ホール             |                                                                                                   |
| 2015年2月22日      | LiVE GiRLPOP Vol.4〜Wonderful〜                                                                        | 赤坂BLITZ                                     | LoVendoЯ、Chelsy、FYT、Silent Sirenと共演。                                                       |
| 2015年4月11日      | バブルラン2015 in 千葉                                                                                 | 幕張海浜公園                                  |                                                                                                   |
| 2015年4月26日      | ニコニコ超会議2015                                                                                     | 幕張メッセ                                    | 超ニコラジと超音楽祭ステージに出演。イベントの模様は、ニコニコ生放送にて完全生中継された。        |
| 2015年7月12日      | SUN BURST 2015                                                                                         | 寒川豊岡海浜公園ふれあいビーチ                | 初の四国でのイベント。Mermaid Stageに出演。                                                       |
| 2015年8月2日       | TOKYO IDOL FESTIVAL 2015                                                                               | お台場青海特設会場                            | 2年ぶりの出演。                                                                                   |
| 2015年8月8日       | コカ・コーラ SUMMER STATION 音楽ライブ 2015                                                            | 六本木ヒルズアリーナ                          |                                                                                                   |
| 2015年8月25日      | サイサイフェス2015                                                                                     | 新木場スタジオコースト                        |                                                                                                   |
| 2015年8月29日      | @JAM EXPO 2015                                                                                         | 横浜アリーナ                                  |                                                                                                   |
| 2015年11月7日      | MOSHI MOSHI NIPPON FESTIVAL 2015 in TOKYO                                                              | 東京体育館                                    | 7日のMOSHI POPに出演。                                                                            |
| 2015年11月29日     | 北九州ポップカルチャーフェスティバル2015 withあるあるCity                                              | 西日本総合展示場新館                          | あさの汐風公園ステージとKITAQ POP FES ARUARU STAGEに出演。                                        |
| 2016年3月30日      | ラジオ日本NEXTサーキット ONE                                                                           | 赤坂BLITZ                                     |                                                                                                   |
| 2016年4月29日      | ニコニコ超会議2016                                                                                     | 幕張メッセ                                    | 超ニコラジと超音楽祭ステージに出演。                                                              |
| 2016年6月4日       | @JAM in上海2016                                                                                        | 上海・上海浅水湾文化芸術センター              |                                                                                                   |
| 2016年8月5-7日     | TOKYO IDOL FESTIVAL 2016                                                                               | お台場青海特設会場                            | 4人での初のイベント。                                                                             |
| 2016年8月20日      | 音霊 OTODAMA SEA STUDIO 2016〜パラソルとビキニ2016〜                                                   | 音霊 OTODAMA SEA STUDIO                       | Maison book girl、妄想キャリブレーションと共演。                                                  |
| 2016年9月24-25日   | @JAM×ナタリー EXPO 2016                                                                                | 幕張メッセ国際展示場9〜11ホール               |                                                                                                   |
| 2016年10月14日     | スポーツ・オブ・ハートミュージックフェス2016                                                           | 国立代々木競技場第一体育館                    |                                                                                                   |
| 2016年10月30日     | LA Comic Con 2016                                                                                      | ロス・ロサンゼルス・コンベンション・センター  |                                                                                                   |
| 2017年4月1日       | FicZone 2017                                                                                           | スペイン・Feria de Muestras de Armilla        |                                                                                                   |
| 2017年4月22日      | Why don't you RELAX?初披露イベント                                                                     | 浅草九劇                                      |                                                                                                   |
| 2017年7月15日      | @JAM in上海2017                                                                                        | 上海・万代南夢宮上海文化センター              |                                                                                                   |
| 2017年7月31日      | 六本木アイドルフェスティバル2017                                                                       | 六本木ヒルズアリーナ                          |                                                                                                   |
| 2017年8月4-6日     | TOKYO IDOL FESTIVAL 2017                                                                               | お台場青海特設会場                            |                                                                                                   |
| 2017年8月20日      | SUMMER SONIC 2017                                                                                      | ZOZOマリンスタジアム & 幕張メッセ             | トレヴァー・ホーン・バンドのゲストとして登場。                                                    |
| 2017年8月27日      | @JAM EXPO 2017                                                                                         | 横浜アリーナ                                  |                                                                                                   |
| 2017年11月3日      | 東京モーターショー2017 『ニッポン放送・街角ステーションpresents 9nine トーク&ミニライブ』              | 東京ビッグサイト                              |                                                                                                   |
| 2017年11月19日     | TOKYO E-SPORTS FESTIVAL                                                                                | フジテレビ本社奧 1F屋外ステージ               |                                                                                                   |
| 2017年12月6日      | HFM35thAnniversary 広島FM MEET the RADIO SHOW「Perfume×9nineの9ジラジNIGHT」                           | 広島文化学園HBGホール                         | Perfumeと共演 7Sevenとして『Evolution No.9』『If you wanna』を披露                                |
| 2018年2月11日      | ニッポン放送 presents バレンタインスペシャル企画 SWEET SWEET SWEET LIVE!!!                             | 新宿文化センター 大ホール                     |                                                                                                   |
| 2018年4月30日      | SAMURAI GIRLS FESTIVAL 2018 in JAPAN                                                                   | ディファ有明                                  |                                                                                                   |
| 2018年5月4日       | NIIGATA RAINBOW ROCK 2018                                                                              | NEXS NIIGATA                                  |                                                                                                   |
| 2018年5月26日      | アニメいずめんと Animazement 2018                                                                      | ノースカロライナ州・Raleigh Convention Center |                                                                                                   |
| 2018年6月24日      | 文化放送 Presents 青空FES!                                                                             | 日比谷野外大音楽堂                            |                                                                                                   |
| 2018年7月21日      | TALE in Wonderland Hong Kong 2018                                                                      | 香港・MOM LiveHouse                           |                                                                                                   |
| 2018年7月29日      | 六本木アイドルフェスティバル2018                                                                       | 六本木ヒルズアリーナ                          |                                                                                                   |
| 2018年8月3日 - 5日 | TOKYO IDOL FESTIVAL2018                                                                                | お台場・⻘海周辺エリア                        |                                                                                                   |
| 2018年8月18日      | 第19回 漫画博覧会                                                                                      | 台湾・台北市世貿展覽一館                      |                                                                                                   |
| 2018年8月18日      | SAMURAI GIRLS FESTIVAL 2018 in TAIPEI                                                                  | 台湾・CLAPPER STUDIO                          |                                                                                                   |
| 2018年8月26日      | @JAM EXPO 2018                                                                                         | 横浜アリーナ                                  |                                                                                                   |
| 2018年10月14日     | アニ玉祭 2018 スペシャルライブ                                                                         | 大宮ソニックシティ 大ホール                   |                                                                                                   |
| 2018年11月25日     | 空想委員会 大歌の改新 祭り編 ～盛岡事変～                                                              | 盛岡CLUB CHANGE WAVE/盛岡the five             |                                                                                                   |
| 2018年12月8日      | Meet The Idol in TAIWAN Supported by @JAM                                                              | 台湾・CLAPPER STUDIO                          |                                                                                                   |
| 2019年1月21日      | SAMURAI GIRLS FESTIVAL 2019 WINTER in TAIPEI                                                           | 台湾・CLAPPER STUDIO                          |                                                                                                   |

### 学園祭
| 公演日         | 公演名                                                  | 会場                                             | 備考                  |
| -------------- | ------------------------------------------------------- | ------------------------------------------------ | --------------------- |
| 2011年10月15日 | 9nineスペシャルライブ&トークショー in 第35回「紅葉祭」  | 帝京大学薬学部相模湖キャンパス体育館             | 9nine初の学園祭出演。 |
| 2012年11月4日  | 早稲田祭2012「アイドル全力宣言〜可愛さ99nine％〜」      | 早稲田大学                                       |                       |
| 2012年11月4日  | 第60回白雉祭「9nineトークショー＠白雉祭」               | 武蔵大学                                         |                       |
| 2014年10月25日 | 駿輝祭 LIVE IN SYUNKI FES 2014                          | 駿河台大学飯能キャンパス体育館2F                 |                       |
| 2014年10月31日 | 第48回白門祭中央企画「9nine Concert 〜in Chuo Univ.〜」 | 中央大学多摩キャンパス9号館クレセントホール      |                       |
| 2014年11月2日  | 三崎祭「LIVE IN MISAKI」                                | 日本大学経済学部学内大講堂                       |                       |
| 2014年11月2日  | 第115回葵祭 〜晩秋、こいこい、葵祭。〜                  | 東京経済大学国分寺キャンパス学内屋外特設ステージ | フリーライブ。        |
| 2014年11月3日  | ＜関西大学統一学園祭＞NO LIVE NO LIFE                   | 関西大学千里山キャンパス中央体育館               | スガシカオと共演。    |
| 2015年11月1日  | 第58回三扇祭                                            | 高崎経済大学学内 屋外特設ステージ                | フリーライブ。        |
| 2015年11月7日  | 第43回芝浦祭                                            | 芝浦工業大学豊洲キャンパス屋外特設ステージ       | フリーライブ。        |
| 2016年6月11日  | 第11回青春祭                                            | 流通経済大学 新松戸キャンパス 学内 講堂          |                       |
| 2018年9月26日  | 第1回松絳祭                                             | 米子松蔭高校                                     | シークレットゲスト。  |
| 2018年11月3日  | 第60回里見祭                                            | 和洋女子大学 和洋学園 講堂                       |                       |

## 出演
※個人としての出演はそれぞれの頁を参照。

### テレビ
バラエティ
- ワッチミー! TV×TV（2008年10月 - 2009年3月、BSフジ）
- Go!Go!9nine（2010年9月27日 - 2011年3月28日、TOKYO MX）
- 下町ロケバラエティ番組 浅草ベビ9（2017年4月2日 - 9月24日、テレビ東京）[22]
- 下町ロケバラエティ番組 浅草うず九（2018年1月14日 - 4月2日、テレビ東京）
- 9nine 4 YOU（2019年1月12日 - 、台湾MTV）

テレビドラマ
- こんなのアイドルじゃナイン!?（2012年1月11日 - 3月28日、日本テレビ）
- 好好!キョンシーガール〜東京電視台戦記〜（2012年10月12日 - 12月21日、テレビ東京）

テレビアニメ
- THE REFLECTION -ザ・リフレクション-（2017年7月22日 - 10月7日、NHK総合テレビ）

その他
- 24時間テレビ35（2012年8月26日）

### CM
テレビCM
- ネクソンジャパン「オンラインRPG『マビノギ』」（2008年）
- GREE「ボクは敏腕マネージャー」（2011年）
- Mirrativ「みんなで実況 荒野行動篇」「エモモの会話篇」「誰でも簡単にできちゃうエモモ篇」「顔出し無し配信篇」（2019年）

WebCM
- メイベリン ニューヨーク（2009年）
  - 「メイベリン ボリューム エクスプレス ハイパーカール ウォータープルーフ」
  - 「メイベリン ボリューム エクスプレス ハイパーカール スパイキーコーム ウォータープルーフ」

### インターネットテレビ
レギュラー番組
- F9GBP（Fan 9 Global Broadcasting Program）（2013年10月24日 - 2016年7月15日、Ustream）
- 9nine佐武宇綺×村田寛奈の「バズり先生」（2016年10月26日 - 2018年3月21日、生テレ）
- 9nine / ベイビーレイズJAPAN（2016年12月 - 、Live.me）
- GO!GO!9nineちゃん（2018年7月25日 - 、FRESH LIVE）

ライブ生中継
- 9nine「少女トラベラー」リリース記念!シングル曲のPV一挙放送!!&ワンマンライブ一部限定生中継!!!（2012年1月28日・3月7日、ニコニコ生放送）- 3月7日に再放送。
- 9nineワンマンライブ"青年館の9nine"一部限定生中継!&「その先が見たくなるガールズ成長ストーリー GO!GO!9ちゃんねる」一挙放送!!（2012年5月6日、ニコニコ生放送）
- 9nineワンマンライブ『野音の9nine』一部限定生中継!&全シングルMV、「GO!GO!9ちゃんねる」放送!!（2012年8月19日、ニコニコ生放送）
- 9nine MAGICAL TOUR 2014 COUNTDOWN ライブ"独占&完全"生中継（2014年12月31日 - 2015年1月1日、ニコニコ生放送）
- 9nine Live Circuit 2015 ファイナル@東京・日比谷野音 ライブ独占&完全生中継（2015年7月18日、ニコニコ生放送）
- 9nine LIVE CIRCUIT 2015 ADVANCE セミファイナル 〜Cloud 9 X'mas〜 ライブ独占生中継（2015年12月20日、ニコニコ生放送）
- 9nineの日「〜9nine to meet you!〜」新生9nine4人体制での初ワンマンライブ独占生中継（2016年9月9日、ニコニコ生放送）
- 9nine one man live 2018 ～Thank you Fan9～ ライブ独占生中継（2018年9月16日、ニコニコ生放送）

その他
- ミュージックニコ電 9nineとニコニコ生電話!!〜「夏 wanna say love U」発売記念SP〜（2011年7月20日、ニコニコ生放送）
- 9月9日は9nineの日!（2012年9月9日、ニコニコ生放送）
- F9GBP（Fan 9 Global Broadcasting Party）（2013年9月8日、Ustream）
- "9nine's Day" COUNTDOWN PARTY（2013年9月8日 - 9月9日、Ustream）
- 西川貴教のイエノミ!!（2014年2月27日、ニコニコ生放送）- 村田は18歳未満で労働基準法に触れるため、佐武・西脇・吉井・川島の4人で出演。
- 西川貴教のイエノミ!!（2015年6月18日、ニコニコ生放送）
- 9nine LIVE CIRCUIT 2015開催記念〜HAPPY 3DAYS〜（2015年4月3日 - 4月5日、ニコニコ生放送）
- “9月9日 9nineの日” だいたい9時間 9nine祭り 歴代ライブ映像＆生トークスペシャル（2015年9月9日、ニコニコ生放送）
- 9nineのヤバい噂…ウソ・ホント!（2015年12月11日、LINE LIVE）
- 西川貴教のイエノミ!!（2016年6月2日、ニコニコ生放送）
- 9月9日「9nineの日」記念特別番組（2018年9月9日、FRESH LIVE）

### ラジオ
- 9nineなんです（2009年4月4日 - 9月26日、FM NACK5）
- 9nineのお呼びで9nine。（2010年1月5日 - 6月29日、スターデジオ）
- 9nineのオールナイトニッポンR（2010年10月9日 - 2012年3月10日、ニッポン放送）
- wktkラヂオ学園（2013年4月6日 - 4月27日、NHKラジオ第1放送） - マンスリーパーソナリティー[注 1]。
- 9nine plus（2015年1月7日 - 2016年3月30日、FM AICHI）
- 9nineのモテNight Party♪（2014年4月3日 - 2017年3月30日、FM NACK5） - 「The Nutty Radio Show おに魂」木曜に内包[注 2]。

### ソーシャルゲーム
- ボクは敏腕マネージャー（2011年 - 2013年、GREE）

### 雑誌連載
- Kindai（2008年 - 2009年、近代映画社）